# Siergiej Kriuczok
Siergiej Siergiejewicz Kriuczok (ros. Сергей Сергеевич Крючёк, ur. 27 lutego 1942) – radziecki lekkoatleta, średniodystansowiec.
Zwyciężył w sztafecie szwedzkiej 1+2+3+4 okrążenia na europejskich igrzyskach halowych w 1968 w Madrycie (sztafeta radziecka biegła w składzie: Aleksandr Lebiediew, Borys Sawczuk, Igor Potapczenko i Kriuczok). Na tych samych igrzyskach zdobył brązowy medal w biegu na 800 metrów (wyprzedzili go jedynie Noel Carroll z Irlandii i Alberto Esteban z Hiszpanii). Odpadł w eliminacjach biegu na 800 metrów na mistrzostwach Europy w 1969 w Atenach.
Zdobył złoty medal w sztafecie szwedzkiej 2+3+4+5 okrążeń (w składzie: Aleksandr Konnikow, Kriuczok, Władimir Kolesnikow i Iwan Iwanow) na halowych mistrzostwach Europy w 1970 w Wiedniu, a w biegu na 800 metrów zajął 8. miejsce.
Był mistrzem ZSRR w biegu na 800 metrów w 1967 i 1969, a także brązowym medalistą na tym dystansie w 1966.
19 sierpnia 1969 w Kijowie ustanowił rekord ZSRR w biegu na 800 metrów wynikiem 1:46,2. Był to również jego rekord życiowy.
Ma stopień kandydata nauk pedagogicznych. Pracował jako docent na Uniwersytecie Kultury Fizycznej, Sporu i Zdrowia im. P. F. Lesgafta w Petersburgu.